# たけしの“これがホントのニッポン芸能史”
『たけしの“これがホントのニッポン芸能史”』（たけしのこれがほんとのにっぽんげいのうし）は、NHK BSプレミアム「ザ・プレミアム」で2015年から不定期で放送されている教養・特別番組。ステレオ放送、文字多重放送を実施している。司会を務めるビートたけしの冠番組。

## 概要
NHKが放送開始して90年。戦後70年を迎える2015年から、ビートたけしと所ジョージをメインに、日本の芸能界の歴史をひも解いていくアーカイブ特別企画。
戦後日本を彩ったお笑い・芸能の歴史を、毎回一つのテーマで掘り下げ、NHKや民放の過去の番組映像や関係者の証言を紹介するほか、現在の状況の裏側に密着した映像も紹介する。スタジオではそのジャンルの第一線で活躍するタレント・俳優・文化人をゲストに迎え、当該テーマに関するさまざまなエピソードを披露する。
最新回が放送される数日前には、前に放送された物が必ず再放送される。ただし2023年3月に放送されて以降、最新回は制作・放送されていない。
かつてテレビ東京系で放送していた『たけしの誰でもピカソ』と制作スタッフが共通しているため、番組構成やVTRの作りが類似している所もある。

## 出演者

### 博士（メイン司会）
- ビートたけし

### 新人研究員（進行）
- 片山千恵子（NHKアナウンサー）初代（2015年3月21日 - 2017年6月17日）
- 黒崎めぐみ（NHKアナウンサー、元宇都宮局局長）二代目（2017年9月16日 - 2018年3月31日）
- 久保田祐佳（NHKアナウンサー）三代目（2018年度）
- 杉浦友紀（NHKアナウンサー）四代目（2020年8月8日 - ）
- 合原明子（NHKアナウンサー）五代目（2021年1月16日 - 2023年3月18日）

### 助手（レギュラーゲスト）
- 所ジョージ（第4回を除く）

## 放送履歴
| 回 | 初回放送日時                 | テーマジャンル     | ゲスト                                                                                               | 備考      |
| -- | ---------------------------- | ------------------ | --- | --------- |
| 1  | 2015年 3月21日 19:30 - 21:30 | 漫才               | 荒俣宏、南沢奈央、西川きよし、島田洋七、ナイツ、中川家、ヒロミ、ダチョウ倶楽部                       |           |
| 2  | 7月11日 20:00 - 21:30        | コント             | 志村けん、百田夏菜子、浅田彰、東京03、アンジャッシュ                                                 |           |
| 3  | 10月10日 19:30 - 21:00       | 落語               | 笑福亭鶴瓶、松井玲奈、荒俣宏、三増紋之助、立川談春                                                   |           |
| 4  | 12月26日 19:30 - 21:00       | 紅白歌合戦         | 北島三郎、ビビる大木、佐藤栞里、寺坂直毅                                                             | [ 注 2 ]  |
| 5  | 2016年 2月20日 19:30 - 21:00 | ものまね           | コロッケ、松村邦洋、遼河はるひ、荒俣宏                                                               |           |
| 6  | 4月9日 19:00 - 20:30         | 演歌               | ミッツ・マングローブ、平愛梨、弦哲也、徳永ゆうき                                                     |           |
| 7  | 6月18日 19:30 - 21:00        | マジック           | Mr.マリック、佐藤栞里、荒俣宏、マギー司郎ほか                                                        |           |
| 8  | 10月8日 19:00 - 20:30        | コミックソング     | 劇団ひとり、宮澤エマ、萩原健太                                                                       |           |
| 9  | 2017年 1月7日 19:30 - 21:00  | 時代劇             | 高橋英樹、百田夏菜子、荒俣宏                                                                         |           |
| 10 | 6月17日 19:30 - 21:00        | 刑事ドラマ         | 小林稔侍、岡田結実、小川泰平                                                                         | [ 注 3 ]  |
| 11 | 9月16日 19:30 - 21:00        | 歌謡曲             | 坂崎幸之助、百田夏菜子、萩原健太                                                                     | [ 注 4 ]  |
| 12 | 12月2日 19:30 - 21:00        | 喜劇               | 伊東四朗、ムロツヨシ、遼河はるひ、荒俣宏                                                             |           |
| 13 | 2018年 3月31日 19:30 - 21:00 | 司会               | 徳光和夫、ビビる大木、高橋真麻                                                                       |           |
| 14 | 7月14日 19:30 - 21:00        | 悪役               | 國村隼、白竜、小峠英二                                                                               |           |
| 15 | 10月24日 21:00 - 22:30       | ラジオ             | 亀渕昭信、赤江珠緒、塙宣之（ナイツ）、土屋伸之（ナイツ）                                             | [ 注 5 ]  |
| 16 | 12月22日 19:30 - 21:00       | スポ根             | 中畑清、ミッツ・マングローブ、スピードワゴン、板東英二、ガッツ石松、アニマル浜口、桜木健一、山下真司 |           |
| 17 | 2019年 3月20日 21:00 - 22:30 | 長寿番組           | 草野仁、久本雅美、カズレーザー（メイプル超合金）・安藤なつ（メイプル超合金）                         |           |
| 18 | 6月19日 22:00 - 23:30        | 再ブレーク芸能人   | ISSA、若槻千夏、ビビる大木                                                                           |           |
| 19 | 9月4日 21:00 - 22:30         | クイズ番組         | 関口宏、川田裕美、つるの剛士、柳生博、福留功男、鈴木健二、檀ふみ、辻よしなり                         | [ 注 6 ]  |
| 20 | 12月11日 21:00 - 22:30       | グルメバラエティー | 服部幸應、石塚英彦（ホンジャマカ）、ギャル曽根                                                       |           |
| 21 | 2020年 3月21日 19:30 - 21:00 | ツッコミ           | 中川家、ナイツ、ミルクボーイ、ぺこぱ                                                                 | [ 注 7 ]  |
| 22 | 8月8日 18:00 - 19:30         | ホラー             | 荒俣宏、神田伯山、丸山桂里奈、小峠英二                                                               | [ 注 8 ]  |
| 23 | 11月14日 18:00 - 19:30       | ひとり芸           | 綾小路きみまろ、飯尾和樹、トラウデン直美                                                             | [ 注 9 ]  |
| 24 | 2021年 1月16日 18:00 - 19:30 | 海外ロケ番組       | 石坂浩二、ファーストサマーウイカ、山之内すず                                                         | [ 注 10 ] |
| 25 | 4月10日 14:30 - 16:00        | タレント           | 井森美幸、長嶋一茂、カンニング竹山                                                                   | [ 注 11 ] |
| 26 | 5月15日 18:00-19:30          | 特撮               | 高畑淳子、つるの剛士                                                                                 |           |
| 27 | 10月16日 18:00-19:30         | 3                  | 清水ミチコ、ビビる大木、伊東四朗、ダチョウ倶楽部、東京03                                             | [ 注 12 ] |
| 28 | 12月18日 18:00-19:30         | ダンス             | 黒木瞳、加藤諒                                                                                       |           |
| 29 | 2022年 5月21日 18:00-19:30   | 衣装               | 森泉、カズレーザー、宮崎あおい、篠原ともえ                                                           |           |
| 30 | 8月20日 18:00-19:30          | アクション         | 武田梨奈、塚地武雅、関根勤、峰竜太、マヂカルラブリー                                                 |           |
| 31 | 12月24日 18:00-19:30         | 日本国内の旅番組   | 川田裕美、ビビる大木、田中律子、トミーズ雅、ラッシャー板前、スギちゃん                               |           |
| 32 | 2023年 3月18日 18:00-19:30   | 子役               | 大沢あかね、斉藤慎二（ジャングルポケット）、カケフくん、鈴木福、やしろ優                             |           |

## スタッフ
- ナレーション：ゴブリン
- 構成：武田浩、藤原ちぼり
- 技術：小泉俊裕、白井弘樹 ほか
- 撮影：福島映己 ほか
- 照明：篠塚久就 ほか
- 音声：赤木隆司、渡部浩行 ほか
- 美術：山崎智也、羽鳥夏樹、青木真由美 ほか
- CG制作：田中紫紋
- 音響効果：吉元大介
- 編集・MA：ヌーベルアージュ
- リサーチ：田村尚美
- 取材：吉田宏 (初回 - 第8回・第27回 - )、上西浩之、小林俊博、斉田泰伸、林裕之、近藤大樹、武内未貴【各回で取材担当が変わる】
- ディレクター：熊澤美麗 (以前は取材)、岡崎遼 (以前は取材)、山下哲 (第31回は演出)、河村隆史、内田義之
- 演出：坂田政度、斉田泰伸 (第19回のみ)、相川侑輝 (第25回のみ)
- プロデューサー：斉藤嘉久、坂田政度 (第19回・第24回 - )
- 制作統括：浦上光太郎、中池豪平 → 川名知行、大西健太郎 → 北生大介、小池明久 → 小室玲子、相場佳世子、榎戸剛 (第24回以降) ／ 瀬崎一世 (毎回)
- 制作：NHKエンタープライズ
- 制作・著作：NHK、E&W (第25回まではイースト・エンタテインメントと表記)